# 德隆·坦林
德隆·坦林（1978年5月20日—），全名，暱稱Delon，印尼華僑客家人，出生於雅加達，是首屆印尼偶像(Indonesian Idol)亞軍。

## 資料
Delon本來只是一位普通上班一族，但熱愛唱歌，即使沒有受過正統訓練，工餘時間會到教堂領唱英文詩歌。
2004年印尼模仿外國舉辦首屆印尼偶像(Indonesian Idol)大賽，Delon報名參賽，結果從十多萬位參賽者中脫穎而出，最後躋身決賽，結果憑動人的歌聲奪得亞軍。
Delon Thamrin除了為印尼華人爭光，更取得國際唱片公司SONY BMG合約一份，成為旗下歌手。第一張專輯<Bahagiaku>推出不久巳達三十萬張銷量。第二張專專輯Perasaanku中的一首與女歌手Irene合唱的Indah Pada Waktunya(全都成為美麗)成為2008年印尼最火熱的流行曲之一。

## 專輯
- Bahagiaku(2004)
- Perasaanku(2008)

## 外部連結
- Delon - Indah Pada Waktunya全都成為美麗 (Feat Irene)中文字幕MV
- 華人之光系列 (中文) Archive.today的存檔，存档日期2013-01-05